# Pablo Pozo
Pablo Pozo (Santiago, 1973. március 27. –) chilei nemzetközi labdarúgó-játékvezető.

## Pályafutása

### Nemzeti játékvezetés
Apja példáját követve - aki professzionális játékvezető volt - játékvezetésből 1990-ben vizsgázott, 1996-ban lett az I. Liga játékvezetője. A nemzeti játékvezetéstől 2010-ben vonult vissza.

### Nemzetközi játékvezetés
A Chilei labdarúgó-szövetség Játékvezető Bizottsága (JB) terjesztette fel nemzetközi játékvezetőnek, a Nemzetközi Labdarúgó-szövetség (FIFA) 1999-től tartotta nyilván bírói keretében. Több nemzetek közötti válogatott és klubmérkőzést vezetett. , vagy működő társának 4. bíróként segített. Az aktív nemzetközi játékvezetéstől 2010-ben a csúcson búcsúzott.

#### Világbajnokság

##### U17-es labdarúgó-világbajnokság

###### 2007-es U17-es labdarúgó-világbajnokság
Dél-Korea rendezte a 12., a 2007-es U17-es labdarúgó-világbajnokságot, ahol a FIFA JB bíróként alkalmazta volna. A helyszíni cooper-teszten az egyik partbírója nem teljesítette a követelményi szintet, ezért kizárták őket a további szolgálatból.
---
Egyiptomban rendezték a 13., a 2009-es U17-es labdarúgó-világbajnokságot, ahol a FIFA JB bíróként foglalkoztatta.

###### 2009-es U17-es labdarúgó-világbajnokság
| Időpont           | Helyszín                      | Mérkőzés típusa              | Mérkőzés                | Eredmény | Nézők száma |
| ----------------- | ----------------------------- | ---------------------------- | ----------------------- | -------- | ----------- |
| 2009. október 25. | U.J. Esuene Stadion, Calabar  | csoportmérkőzés (C. csoport) | Irán–Gambia             | 2 – 0    | 9000        |
| 2009. október 29. | Ahmadou Bello Stadion, Kaduna | csoportmérkőzés (F. csoport) | Olaszország–Észak-Korea | 2 – 1    | 11 400      |
| 2009. november 1. | Sani Abacha Stadion, Kano     | csoportmérkőzés (E. csoport) | Malawi–Spanyolország    | 1 – 4    | 7000        |

---
2008-ban a FIFA bejelentette, hogy a Dél-Afrikai rendezésű, a XIX., a 2010-es labdarúgó-világbajnokság lehetséges játékvezetők átmeneti listájára jelölte. A FIFA JB 2010. február 5-én kijelölte a (június 11.-július 11.) közötti dél-afrikai világbajnokságon közreműködő 30 játékvezetőt, akik Kassai Viktor és 28 társa között ott lehettek a világtornán. Az érintettek március 2-6. között a Kanári-szigeteken vettek részt szemináriumon, ezt megelőzően február 26-án Zürichben orvosi vizsgálaton kellett megjelenniük. Az ellenőrző vizsgálatokon megfelelt az elvárásoknak, így a FIFA Játékvezető Bizottsága delegálta az utazó keretbe.
A világbajnoki döntőkhöz vezető úton Dél-Afrikába a XIX., a 2010-es labdarúgó-világbajnokságra a FIFA JB játékvezetőként alkalmazta. Selejtező mérkőzéseket CONMEBOL zónában vezetett. Világbajnokságon vezetett mérkőzéseinek száma: 2.

##### 2010-es labdarúgó-világbajnokság

###### Selejtező mérkőzés
| Időpont             | Helyszín                                       | Mérkőzés típusa               | Mérkőzés           | Eredmény | Nézők száma |
| ------------------- | ---------------------------------------------- | ----------------------------- | ------------------ | -------- | ----------- |
| 2008. június 17.    | Estadio Centenario, Montevideo                 | csoportmérkőzés (6. forduló)  | Uruguay–Peru       | 6 – 0    | 20 016      |
| 2008. szeptember 6. | Olimpiai Stadion, Quito                        | csoportmérkőzés (7. forduló)  | Ecuador–Bolívia    | 3 – 1    | 35 000      |
| 2009. március 31.   | Polideportivo Cachamay Stadion, Ciudad Guayana | csoportmérkőzés (12. forduló) | Venezuela–Kolumbia | 2 – 0    | 35 000      |
| 2009. október 11.   | Hernando Siles Stadion, La Paz                 | csoportmérkőzés (17. forduló) | Bolívia–Brazília   | 2 – 1    | 16 557      |

###### Világbajnoki mérkőzés
| Időpont          | Helyszín                      | Mérkőzés típusa              | Mérkőzés               | Eredmény | Nézők száma |
| ---------------- | ----------------------------- | ---------------------------- | ---------------------- | -------- | ----------- |
| 2010. június 21. | Green Point Stadion, Fokváros | csoportmérkőzés (G. csoport) | Portugália–Észak-Korea | 7 – 0    | 63 644      |
| 2010. június 24. | Green Point Stadion, Fokváros | csoportmérkőzés (E. csoport) | Kamerun–Hollandia      | 1 – 2    | 63 093      |

#### Dél-Amerika kupa
Játékvezetőként szerepet kapott, hogy a  CONMEBOL zónában, nemzetközi labdarúgó tornákon vezessen mérkőzéseket az U17-es labdarúgó-válogatottaknak, az U20-as labdarúgó-válogatottaknak és az olimpia előtt az U23-as labdarúgó-válogatottaknak.

#### Olimpia
Kínában rendezték a 2008. évi nyári olimpiai játékokat, ahol a FIFA JB hivatalnokként vette igénybe szolgálatát.

##### 2008. évi nyári olimpiai játékok
| Időpont             | Helyszín                   | Mérkőzés típusa              | Mérkőzés          | Eredmény | Nézők száma |
| ------------------- | -------------------------- | ---------------------------- | ----------------- | -------- | ----------- |
| 2008. augusztus 7.  | Olimpiai Stadion, Tiencsin | csoportmérkőzés (B. csoport) | Hollandia–Nigéria | 0 – 0    | 52 390      |
| 2008. augusztus 13. | Sanghaj Stadion, Sanghaj   | csoportmérkőzés (C. csoport) | Új-Zéland–Belgium | 0 – 1    | 45 202      |
| 2008. augusztus 19. | Sanghaj Stadion, Sanghaj   | egyik elődöntő               | Nigéria–Belgium   | 4 – 1    | 56 312      |

#### Konföderációs kupa
Dél-afrikai Köztársaság rendezte a 2009-es konföderációs kupa tornát, ahol a FIFA JB bíróként foglalkoztatta.

##### 2009-es konföderációs kupa
| Időpont          | Helyszín                          | Mérkőzés típusa              | Mérkőzés                 | Eredmény | Nézők száma |
| ---------------- | --------------------------------- | ---------------------------- | ------------------------ | -------- | ----------- |
| 2009. június 15. | Loftus Versfeld Stadion, Pretoria | csoportmérkőzés (B. csoport) | Amerika–Olaszország      | 1 – 3    | 34 341      |
| 2009. június 20. | Free State Stadion, Bloemfontein  | csoportmérkőzés (A. csoport) | Spanyolország–Dél-Afrika | 2 – 0    | 38 212      |

#### Nemzetközi kupamérkőzések

##### FIFA-klubvilágbajnokság
Japánban rendezték az 5., a 2008-as FIFA-klubvilágbajnokság döntő találkozóit, ahol a FIFA JB játékvezetőként foglalkoztatta.

###### 2008-as FIFA-klubvilágbajnokság
| Időpont            | Helyszín                     | Mérkőzés típusa   | Mérkőzés                               | Eredmény | Nézők száma |
| ------------------ | ---------------------------- | ----------------- | -------------------------------------- | -------- | ----------- |
| 2008. december 14. | Tojota Stadion, Tojota       | egyik negyeddöntő | Adelaide United FC–Gamba Osaka (japán) | 0 – 1    | 38 141      |
| 2008. december 21. | Nemzetközi Stadion, Jokohama | bronzmérkőzés     | Pachuca–Gamba Osaka                    | 0 – 1    | 62 619      |

##### Libertadores Kupa
2006-tól minden évben kapott játékvezetői feladatokat, (2006-2008) között 8 találkozón tevékenykedett. Fegyelmezési taktikáját a statisztikai kimutatásból értékelve, viszonylag könnyű szívvel mutatja fel, átlagosan 5 sárga lapot mérkőzésenként. A 2008-as tornasorozatban több csoportmérkőzést irányított. Az elődöntőben a LDU Quito–Club América (0:0) csapatok második találkozóját irányíthatta.

## Sikerei, díjai
2008-ban a Chilei Labdarúgó-szövetség Játékvezető Bizottsága az Év Játékvezetője címmel ismerte el felkészültségét.